# Camp Wood
Camp Wood je město v okrese Real County ve státě Texas ve Spojených státech amerických. V roce 2000 zde žilo 822 obyvatel. S celkovou rozlohou 1,3 km2 byla hustota zalidnění 629,3 obyvatel na km2.

## Geografie
Camp Wood se nachází na 29°40′9″ s. š., 100°0′42″ z. d..